# La tua pelle o la mia
La tua pelle o la mia (None But the Brave) è un film di guerra del 1965, diretto e interpretato da Frank Sinatra.

## Trama
Durante la seconda guerra mondiale, nello scenario del Pacifico, un gruppo di soldati statunitensi aviotrasportati deve compiere un atterraggio di fortuna su una piccola isola dove si trova un modesto contingente di militari giapponesi ormai tagliato fuori dalle operazioni del proprio esercito. Dopo gli inevitabili combattimenti iniziali e nell'impossibilità, per gli statunitensi, di rimettere in funzione la radio e quindi poter contattare il proprio comando, le due parti entrano in contatto e si scambiano i beni e le utilità che consentono di vivere meglio l'esperienza dell'isolamento in una natura che offre scarsi mezzi di sopravvivenza.
I giapponesi, in particolare, guidati da un comandante che sente forte il senso dell'onore verso il proprio Paese, ma non è un militarista per natura e convinzione, chiedono al comandante statunitense l'aiuto dell'infermiere per curare un soldato giapponese colpito da gangrena ad una gamba; in cambio offrono la possibilità di rifornirsi d'acqua alla sorgente da loro controllata e altri viveri necessari.
Dopo l'operazione, che richiederà l'amputazione della gamba ma salverà la vita al soldato, si creano le condizioni per una conoscenza tra uomini che la Storia ha destinato alla contrapposizione e all'odio. I due comandanti concordano una tregua destinata a durare fino a che una delle due parti rientrerà in contatto col proprio esercito. In questo periodo, i due comandanti hanno modo di conoscere alcune loro vicende personali che ne rafforzano il rapporto di fiducia e fanno percepire l'assurdità della guerra e la comune natura umana dei combattenti a qualunque schieramento appartengano. Tutto cambia quando gli americani riescono a collegarsi col proprio comando: la tregua, come convenuto, cessa e mentre stanno per essere recuperati dalla nave inviata a salvarli, i giapponesi li attaccano e uccidono alcuni nemici per essere però, alla fine, completamente annientati.
I soldati statunitensi sopravvissuti si preparano a ritornare nelle proprie file ma ricavano dagli eventi una pietas e una nuova consapevolezza della tragedia della guerra.